# Pierre Alexandre Delhomme
Pierre Alexandre Delhomme ou Alexandre Delhomme est d'origine bordelaise. Il devient le propriétaire du « Café Anglais » à Paris qu'il achète en 1855. Il construit le château des Montalais à Meudon et fonde l'école pratique d'agriculture à Crézancy.

## Biographie
Alexandre Delhomme vient de Bordeaux. Il devient le propriétaire présent du Café Anglais qui l'a acheté vers 1855 d'un ancien notaire Monsieur Lourdin successeur lui-même de Monsieur Talabasse lequel avait été le collaborateur de Borrel. Tout y sent la tradition grande du Rocher de Cantate. Alexandre Delhomme s'adjoint les services de Monsieur Dugléré. Ce restaurant devient l'un des plus populaires de France et tout Paris s'y presse.  
Vers 1860, Alexandre Delhomme fait construire le somptueux château des Montalais sur une parcelle de terrain côté Paris du Domaine des Montalais. Alexandre Delhomme,  a en effet acquis une parcelle à un agent de change, Monsieur Collineau qui envisage en 1860 le lotissement du domaine des Montalets. Il venait en 1859 de l'acheter à la veuve du Maréchal de France, Armand Jacques Leroy de Saint-Arnaud. Le château est de style Louis XIII en briques et pierres. Il est entouré d'un parc vallonné et planté d'arbres divers dans la tradition des jardins anglais du Second Empire. Une tradition dit que cette demeure aurait abrité les amours de Guillaume III d'Orange-Nassau, père de la reine Wilhelmine des Pays-Bas et de Yasmina dite comtesse d'Amboise, célèbre cantatrice.
Par ailleurs, il acquiert en 1878 le vieux domaine de la Croix-de- Fer, avec l'intention de le transformer et d'en faire une ferme modèle qui pût, plus lard, devenir une école d'agriculture.
Ainsi sur sa propriété une ferme agricole dans l'Aisne à Crézancy, et en 1891, l'école pratique d'agriculture accueillait sa première promotion d'élèves. À la suite de son décès, son épouse lègue la ferme de Crézancy au bénéfice de l'enseignement agricole qui subsiste toujours. En hommage, le champagne du lycée agricole et viticole de Crézancy s'appelle « Champagne Delhomme » en mémoire de son fondateur.